# 甘德斯贝根
甘德斯贝根是德国下萨克森州的一个市镇。总面积6.99平方公里，总人口458人，其中男性225人，女性233人（2011年12月31日），人口密度66人/平方公里。